# 5063 Monteverdi
För andra betydelser, se Monteverdi.
5063 Monteverdi eller 1989 CJ5 är en asteroid i huvudbältet som upptäcktes den 2 februari 1989 av den tyske astronomen Freimut Börngen vid Tautenburg-observatoriet. Den har fått sitt namn efter den italienska kompositören Claudio Monteverdi.
Den tillhör asteroidgruppen Nysa.